# Henotesia amanica
Henotesia amanica är en fjärilsart som beskrevs av Embrik Strand 1910. Henotesia amanica ingår i släktet Henotesia och familjen praktfjärilar. Inga underarter finns listade i Catalogue of Life.